# Czech Juniors 2010
Das Czech Juniors 2010 als bedeutendstes internationales Nachwuchsturnier von Tschechien im Badminton fand vom 18. bis zum 21. November 2010 in Orlová statt.

## Sieger und Platzierte der Junioren U19
| Disziplin    | Gold                                  | Silber                                  | Bronze                                 |
| ------------ | ------------------------------------- | --------------------------------------- | -------------------------------------- |
| Herreneinzel | Lucas Claerbout                       | Marin Baumann                           | Alen Roj                               |
| Herreneinzel | Lucas Claerbout                       | Marin Baumann                           | Mateusz Dubowski                       |
| Dameneinzel  | Yelyzaveta Zharka                     | Lucie Havlová                           | Viktoriia Vorobeva                     |
| Dameneinzel  | Yelyzaveta Zharka                     | Lucie Havlová                           | Ivana Kubíkova                         |
| Herrendoppel | Marin Baumann Gaëtan Mittelheisser    | Mitja Šemrov Urban Turk                 | Povilas Bartušis Alan Plavin           |
| Herrendoppel | Marin Baumann Gaëtan Mittelheisser    | Mitja Šemrov Urban Turk                 | Wojciech Buczynski Sebastian Sado      |
| Damendoppel  | Cyrielle Grosjean Lauren Meheust      | Anastasiya Dmytryshyn Darya Samarchants | Yuliya Kazarinova Yelyzaveta Zharka    |
| Damendoppel  | Cyrielle Grosjean Lauren Meheust      | Anastasiya Dmytryshyn Darya Samarchants | Michaela Brečkayová Viktoriia Vorobeva |
| Mixed        | Gaëtan Mittelheisser Lorraine Baumann | Gennadiy Natarov Yuliya Kazarinova      | Adam Mendrek Kateřina Tomalová         |
| Mixed        | Gaëtan Mittelheisser Lorraine Baumann | Gennadiy Natarov Yuliya Kazarinova      | Lucas Claerbout Charlie Sehier         |